# Pongráctelep
Pongráctelep Budapest X. kerületében található, Kőbánya Laposdűlő városrészében. Fővárosi kislakásos lakótelepként épült 1939–1941 között, Pongrác úti lakótelep, Kis-Pongrác telep néven is ismert.

## Fekvése
A lakótelep trapéz alakú területét az óramutató járásával megegyező irányban körbejárva a Salgótarjáni utca (1953-ig Tomcsányi utca), Pongrác út, Csilla utca és a Gyöngyike utca határolja. Tágabban a 37-es villamos töltése, a Kőbánya-Teher pályaudvar, a hatvani vasútvonal töltése és a Fővárosi Gázművek telephelye által közrezárt területen helyezkedik el.

## Története

### Építése (1939–1942)

#### Tervezés
Az 1929–1933 közötti gazdasági világválság erősen visszavetette az 1920-as évek mégoly szerény mértékű lakásépítkezéseit is, 1938-ban már az üres lakások kritikusan kis száma jelezte a lakásínség mértékét. Még mindig tízezrek éltek ágybérlőként vagy az Auguszta-telephez hasonló nyomornegyedekben. A lakáshelyzet súlyosságát érzékelve a főváros a 197/1937. számú közgyűlési határozattal 3000 „olcsóbérű” kislakás építését irányozta elő, javarészt OTI és MABI kölcsönből (Országos Társadalombiztosító Intézet, Magánalkalmazottak Biztosító Intézete), valamint ingatlanadó mentességet igényelve az államtól. A tervezés lassan haladt, csak az 1939. június 20-i közgyűlési előterjesztés
vitája után gyorsultak fel az egyeztetések a pénzügyi háttér megteremtéséről. A főváros először a pénzügyminisztériumhoz fordult hitel és ingatlanadó mentesség biztosítása tárgyában. A pénzügyminisztérium vonakodása miatt ezután a főváros a belügyminisztériumhoz intézett felterjesztést, hogy hitelszerződést köthessen az OTI-val, 1939–1941 között öt részletben folyósítandó, összesen 20 millió aranypengő hitelről, 40 évi futamidőre, 4%-os kamattal; valamint 40 éves házadómentességet is próbált szerezni az államtól. A belügyminiszteri jóváhagyás után 1939 októberére sikerült az OTI-val megegyezni a 20 millió pengős hitelről. Ekkorra a polgármesteri XIII. ügyosztály lebonyolította a tervpályázatot, valamint a részletes költségkalkuláció által számolt költségemelkedések miatt a felépítendő kislakások számát lecsökkentették 2400-ra (az elkezdődött második világháború folyamatosan drágította az anyag- és munkaerő költségeket).
A lakásépítési program előkészítése során külön szakértői bizottságot állítottak fel túlnyomórészt építészmérnök végzettségű törvényhatósági bizottsági tagokból. Ez a bizottság választotta ki a 3000 kislakás felépítésére alkalmas területeket, túlnyomórészt a korabeli Budapest külső kerületeiben (IX–XIV.) jelölték ki, ezek közül Kőbányára, a Pongrác út és Tomcsányi (ma Salgótarjáni) utca sarkán lévő fővárosi tulajdonú, 38911 helyrajzi számú telekre tervezték a legtöbb, 818 lakást. Ezenkívül meghatározták az építési irányelveket, lakástípusokat, közművesítést, költségkalkulációkat. A kiszemelt telkeken az adott beépítési szabályozásnak megfelelően 3–5 emeletes bérházakat terveztek, kivéve a XIV. kerületi Álmos utcát (ma Bánki Donát utca), ahol iker családi házakat építettek.

#### Az építkezés első szakasza: 1939–1940

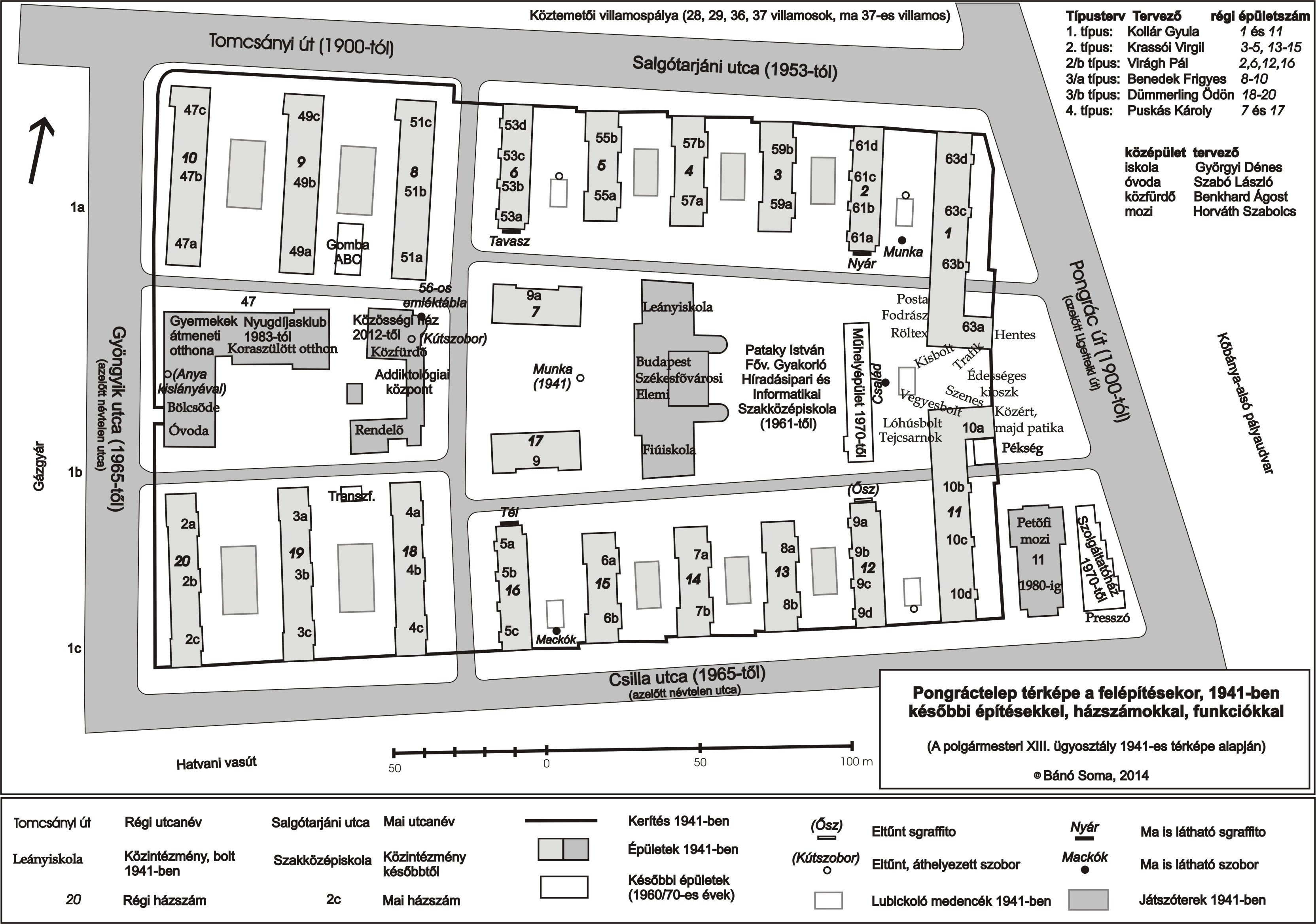
Pongráctelep helytörténeti térképe

A Tomcsányi (mai Salgótarjáni) utca és Pongrác út sarkán lévő fővárosi telken 1939 októberében kezdtek el építeni egyszerre húsz háromemeletes lakóházat, hatféle típusterv szerint. A kor középítkezéseit nyílt versenytárgyalásokon keresztül valósították meg magánvállalkozók; a pályázatok során több mint 300 kisiparosnak és kisvállalkozónak, valamint 1600 munkásnak biztosítottak munkalehetőséget, a pályázatok közül a legolcsóbb, illetve legmegbízhatóbb ajánlatokat előnyben részesítve. Az eredeti tervek szerint már 1940 májusában befejezték volna a lakóházak építését, azonban az Európában zajló második világháború az akkor még semleges Magyarországon is éreztette hatását egyre nehezülő anyagbeszerzés és súlyosbodó munkaerőhiány formájában. Így a tervezett befejezés fokozatosan csúszott el 1940 őszére, október 1. és december 1. között költözhettek be az első lakók a 20 lakóépületbe. 1943–44-ben a legtöbb ház tetőterét részlegesen beépítették, így az eredetileg 818 lakásos telepen ma 888 lakás van.
A telep két hosszanti oldalán sávos elrendezésben álló 18, és két merőleges tengelyű bérház hatféle típus szerint valósult meg. A bérházak mindegyike háromemeletes, magas tetős épület, szerény, takarékos architektúrával, nyerstégla és vakolt felületek váltogatásával. Valamennyi lakás zárt lépcsőházból nyílik, többségük lakókonyhás-hálófülkés, kisebb részük kétszobás, fürdőszoba nélküli. A házak felmenő falai részben mészhomokból, részben égetett agyagtéglából készültek, a födémek vasbetongerendák között béléstestes megoldásúak, a tetőfedés rozsdabarna eternitpala.
A hatféle épülettípust elismert építészmérnökök tervezték. Maga a lakótelep, a felépülte után egységesen a Pongrác út 9. sz. alatt szerepelt, ezen belül voltak az 1-től 20-ig számozott házak, és az A, B, C, D betűkkel jelölt lépcsőházak. Érdekesség, hogy a lakásokat nem (lépcső)házanként, hanem az egész telepen egységes rendszerben számozták, az 1. épületben kezdve az 1. lakástól a 20. épületben lévő 818. lakásig. Míg a házszámozást az 1960-as években teljesen átszervezték (a lakóházak számozását a Salgótarjáni és Csilla utcára kiosztva), a lakásszámok mai napig megmaradtak 1-től 818-ig, sok helyen még a lépcsőházi kapuknál a falon is láthatóan (pl. „739–754”). Jelenleg a legtöbb házon a régi házszámok is láthatók, van, ahol római és arab számozással egyaránt.
Az 1. sz. típusból két (1. és 11.) épületet Kollár Gyula, a 2. sz. típusból hat (3–5. és 13–15.) épületet Krassói Virgil, a 2/b sz. típusból négy (2., 6., 12. és 16.) épületet Virágh Pál, a 3/a sz. típusból három (8–10.) épületet Benedek Frigyes, a 3/b sz. típusból három (18–20.) épületet Dümmerling Ödön, a 4. sz. típusból két (7. és 17.) épületet Puskás Károly tervezett.
A húsz lakóépületben lévő lakásokon kívül a Pongrác út menti 1. és 11. épületben 5–5 üzlethelyiséget is kialakítottak, ezekben a lakók visszaemlékezései szerint posta, rendőrőrs, fodrászat, szatócsbolt, községi élelmiszerbolt, lóhúsbolt, trafik, tejcsarnok, kocsma stb. kapott helyet. A két ház közötti teresedésen pedig cukorkaárusító bódé állt évtizedekig, az egyik lakóház pincéjében berendezett cukrászműhelyből kapott termékeket árusítva.
A 818 kislakásból 680 kb. 37 nm-es, lakókonyhás, két hálófülkés, és 138 db 45 nm-es, kétszobás lakás épült, mindegyik vízöblítéses vécével, de fürdőhelyiség nélkül (ami helyett külön közfürdő épült a lakótelep második építési fázisában). A hálófülkés lakásokhoz kamra helyett a lakókonyha ablaka alatt kívülről szellőző kamraládák, korabeli népnyelven „Hitler-kasztlik” készültek. A pincékbe mosókonyhák és pincerekeszek kerültek. A szobákban hajópadló, konyhában és a mellékhelyiségekben kőpadlóburkolat volt. A fűtést lakásonként átlagosan két fa- és széntüzelésű vaskályhával biztosították, a pincében helyet kialakítva a tüzelőanyag tárolására. A pincékből nyílnak a ma is létező óvóhelyek, amelyeket a már zajló világháború miatt előírásszerűen alakítottak ki. A vezetékes ivóvizet egy konyhai falikút biztosította, ezen kívül még villanyvilágítás is be lett vezetve a lakásokba. A korabeli közművek közül a vezetékes gáz ugyan hiányzott (a szomszédos gázgyár ellenére is), de Budapesten még az 1930-as években is szűk körű volt a városi gáz közvilágításon kívüli használata. A fürdőszoba hiánya sem volt elmaradott a korabeli viszonyok között: a fővárosi munkásságnak kevesebb mint 10%-a lakott az 1930-as évek végén fürdőszobás lakásban, a Pongrác úti telepen viszont más hasonló kislakásos telepekhez képest valóban megépítették a tervezett közfürdőt.

#### Az építkezés második szakasza: 1941–1942
Miközben 1940 novemberére elkészült mind a 20 lakóház, már 1939-ben elkezdték tervezni a telep életéhez fontos közintézményeket. A lakótelep előrelátható népességénél fogva gondoltak arra is, hogy a lakosság nevelésügyi, egészségügyi, kulturális és szórakozási lehetőségeit is biztosítsák a telepen. Ennek következtében óvodát- és gyermekotthont, iskolát, közfürdőt és mozit is építettek, külön-külön épületeket emelve ezekre a célokra, amelyek a telep területének középső sávjában foglalnak helyet, körülöttük szabályos elrendezésben csoportosulnak a kislakásos bérházak.
Minthogy a telep összes lakását fürdőhelyiség nélkül tervezték és építették, egy külön közfürdőépületet biztosítottak a telep lakosságának. A Benkhard Ágost tervezte épület földszintjén a női fürdőt, emeletén a férfi fürdőt helyezték el. A  női fürdőben 10 zuhanyozófülke és hozzátartozó öltöző, továbbá 11 kádas fürdőszoba létesült. A 10 zuhanyozófülkét tartalmazó férfifürdő és ugyanannyi fülkét tartalmazó fiúzuhanyzó kapott helyet külön-külön öltözőkkel és ide került 11 kádas fürdőszoba is. A földszintre gondnoki lakást, a pénztárhelyiséget, a fürdős szobáját és több kisebb mellékhelyiséget helyeztek el. Az épület másik szárnyában a külön férfi és női várószobával, rendelőszobával, vetkőzőfülkékkel, laboratóriummal és ragályos betegeket elkülönítő szobával felszerelt orvosi rendelőt helyeztek el. A pincében volt a kazánház, a szénraktár, az óvóhely és a ruhatár.
A közfürdő telektömbjén, a lakótelep nyugati végében 200 gyermek befogadására alkalmas óvoda és napközi otthon épült, tervezte Szabó László. A túlzsúfolt környékbeli kőbányai és zuglói iskolák miatt sürgősen építeni kellett egy elemi iskolát is, melynek helyét a lakótelep közepén jelölték ki egy külön tömbtelken. A Györgyi Dénes által tervezett 24 tantermes iskola kétemeletes épületének építését 1941 szeptemberére tervezték befejezni, de a háborús gazdasági helyzetben egyre jobban elhúzódtak a munkálatok, és csak 1942. áprilisban kezdődhetett meg itt a tanítás. A községi népiskola elkülönített leány- és fiúoktatást biztosított, az északi szárnyban működött a leányiskola, a déli szárnyban pedig a fiúiskola. Az iskola címe (a környező lakótelep Pongrác út 9. házszámához képest) a Tomcsányi utca 5. lett, ma Salgótarjáni utca 53/B.

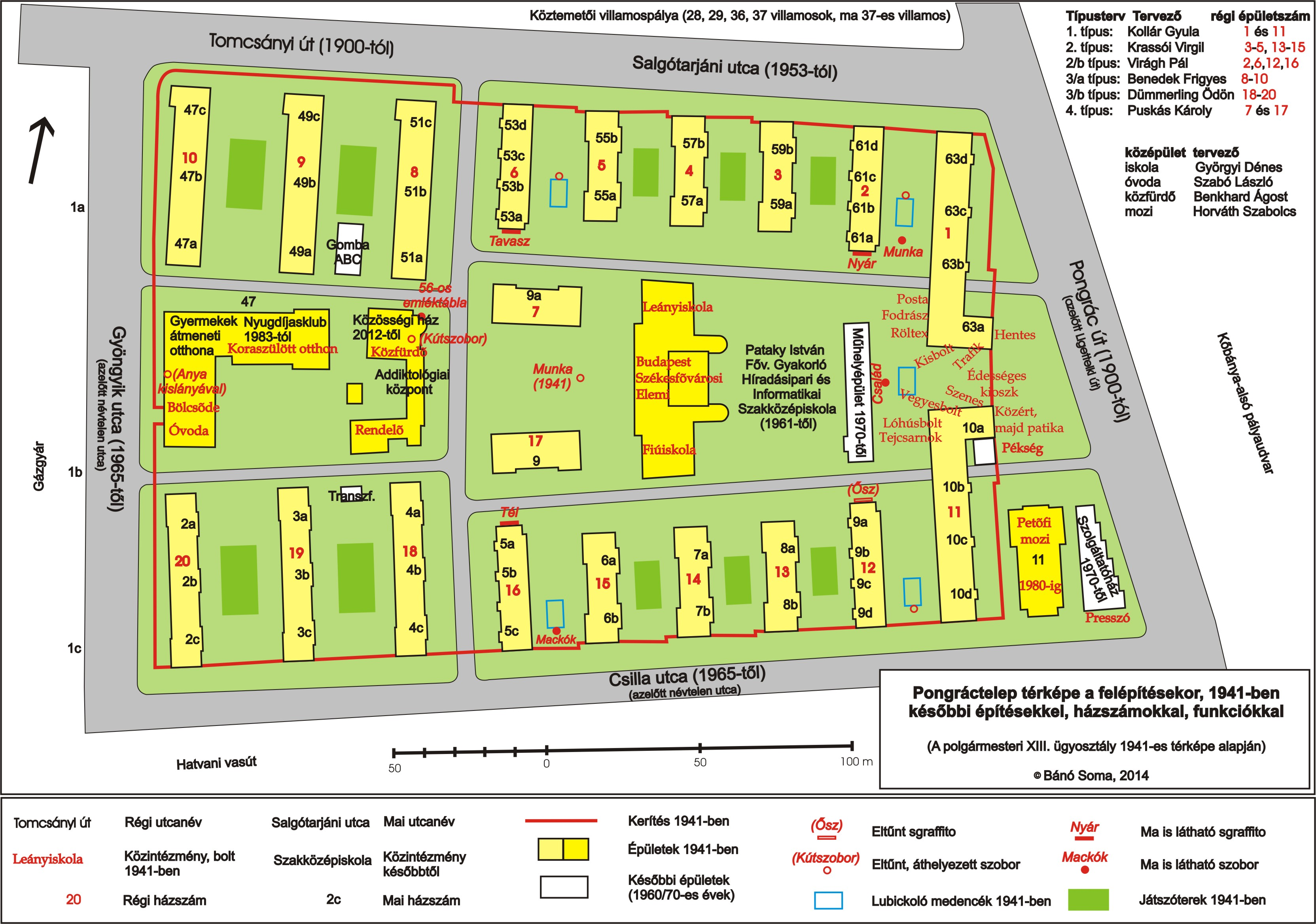
A Pongráctelep helytörténeti térképe

A leendő lakosok kulturális igényeire gondolva határozott a főváros mozi építéséről is a telep délkeleti sarkában, amely 1941 nyarán kezdett üzemelni (tervezte: Horváth Szabolcs), nagyon egyszerű kiképzésű, ideiglenesnek szánt épületben.
Végül a telep közvetlen környezetét is rendezni kellett: bekötni a telepet a fővárosi közműhálózatba, sőt úthálózatba is, mert a Tomcsányi (ma Salgótarjáni) utcának a Zách utcától Pongrác útig tartó szakaszát csak ekkor építették ki. A telepet nyugatról és délről határoló, még évtizedekig névtelen (1960-as évektől Gyöngyike és Csilla) utcákat, valamint a mai napig névtelen belső utcahálózatot is ekkor építették ki. A korabeli viszonyok között eleve nem terveztek autóparkolókat, a tömegközlekedéshez pedig elegendőnek tartották az akkoriban még jóval sűrűbben járó villamosokat. A lakóházak közötti tágas területeken pihenőkerteket, valamint „lubickoló” medencéket (pancsolókat) és homokozókat létesítettek, az utak mentén fasorokat telepítettek, és a tervek szerint kb. 140 padot is elhelyeztek. Az iskola előtti és mögötti nagyobb térségekben egy-egy kertszerű teret alakítottak ki (az iskolai sportpálya évtizedekkel később épült, addig nyílt közterület volt a helye). A lubickolómedencékbe egy-egy kútszoborból jött a víz, mára sajnos csak a Mackók c. szobor maradt meg közülük.
A telep egészét 1941-ben kerítéssel vették körül, kövezett alapokon és tetőzettel fémrudak alkották, eredeti formájában ma is látható a Pongrác út mellett. Az utcai bejáratokat kapuval zárták (este 10 órától), a Pongrác út felőli két „főbejáratnál” még kapusszolgálat is volt. A mozi épülete már kívül esett a kerítésen.
Összességében 1942 közepére teljesen kiépült a lakótelep, a korabeli terveknek és igényeknek megfelelően.

### Műalkotások a Pongráctelepen
A lakótelep építése során a főváros műalkotásokkal igyekezett emelni az építészetileg egyszerű kivitelezésű épületek környezetét. Polgármesteri rendeletre az építési költség 2%-át erre kellett fordítani, ebből meghívásos pályázatot hirdettek, amelyen összesen 22 elismert művész vett részt.
A 60 000 pengős pályázat keretében az épületek közötti térségeket parkosították, homokozókat és „lubickolómedencéket” létesítettek, ezek nyomai a 2014-es kertészeti rendezésig még többfelé láthatóak voltak, növényzettel benőve, itt-ott még a homokozók peremére szerelt hajdani ülődeszkák rögzítése is látszott. A lubickolómedencék szélére Varga Ferenc, Maugsch Gyula, Martinelli Jenő és Izbégi Villám Rózsa alkotta kútszobrok kerültek, ezek közül már csak a „Mackók” van meg, sajnos ez is leromlott állapotban (ez a szobor eredetileg a Csilla utca 5. és 6. társasházak között állt, 2015 tavaszán a Kis-Pongrác projekt áthelyezte a Csilla utca 9. és 10. társasházak között kialakított rendezett kis teresedésre).
Az épülő iskola előtt és mögött kialakított parkos téren két nagyobb szabású szobrot helyeztek el. Csúcs Ferenc „Munka” című műve két méter magas mészkő talapzaton a munkát megszemélyesítő férfialak mészkőbe faragva. Testi felépítése erőteljes, fejét jobbra fordítja, és a távolba néz. Terpeszállású lábai előtt csákány, melynek nyelére összekulcsolt kezeit helyezi. A szobor eredetileg az iskola előtt állt, az 1990-es években került a mai helyére, az 1. és 2. épület közé, de addig is sok osztályfénykép hátteréül szolgált.
Az eredetileg is az iskola mögött felállított „Család” című szobor Győri Dezső alkotása. A mészkőbe faragott kompozíció munkásházaspárt ábrázol két gyermekével. 2013-ban a Budapest Történeti Múzeum Budapest Galériája felújította.
A köztéri szobrokon kívül még két beltéri szobor is készült a telepre. Az óvodában volt Sóstai-Horváth Etel anya-kislánya szoborkompozíciója, amiről sajnos már csak egy 1942-es fotó van, míg a hajdani közfürdő épületében Erdey Dezső alumínium kútszobrának már csak a vörösmárvány talapzata látható.
A szobrokon kívül különféle faliképek is készültek. A 6., 2., 12., 16. épületeknek a telep belseje felé néző rövid oldalát egy-egy hatalmas sgraffito díszítette-díszíti, Medveczky Jenő és Molnár C. Pál alkotásai. A négy évszakot megjelenítő képek közül az „Ősz” sajnos egyáltalán nem maradt fenn (Csilla utca 9.), a „Télnek” csak egy töredéke (Csilla utca 5.), a „Tavasz” is csak leromlott állapotban látható ma (Salgótarjáni utca 53.). Egyedül a „Nyár” maradt meg viszonylag jó állapotban (Salgótarjáni utca 61.). Eredeti kinézetükről korabeli fénykép csak az Őszről és a Télről van, viszont Molnár C. Pál két vázlatrajza is fennmaradt, így ezek alapján tudjuk, hogy a „Nyár” és az „Ősz” Medveczky Jenő, a „Tél” és „Tavasz” pedig Molnár C. Pál alkotása.

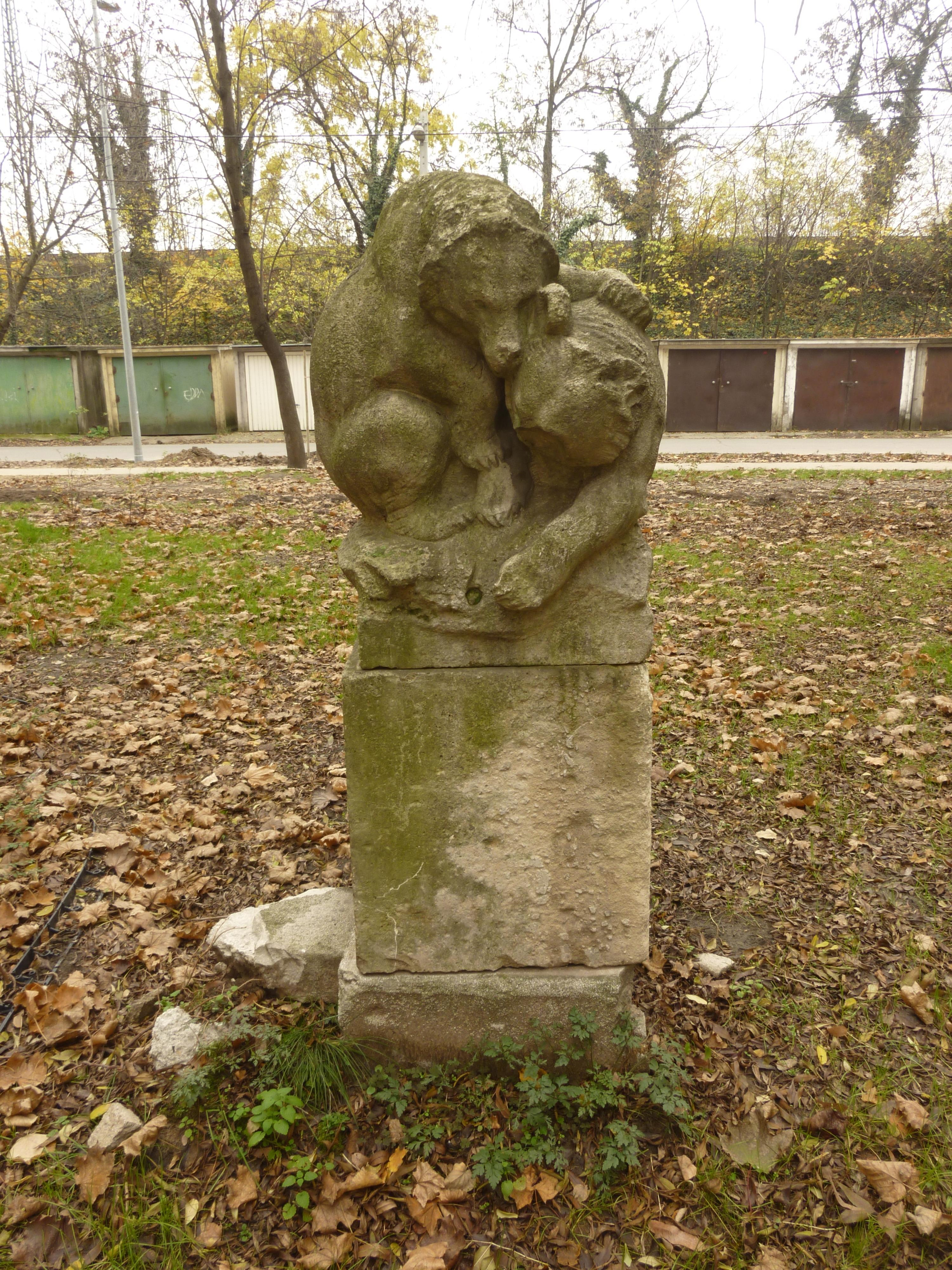
A Mackók című szobor (2014)
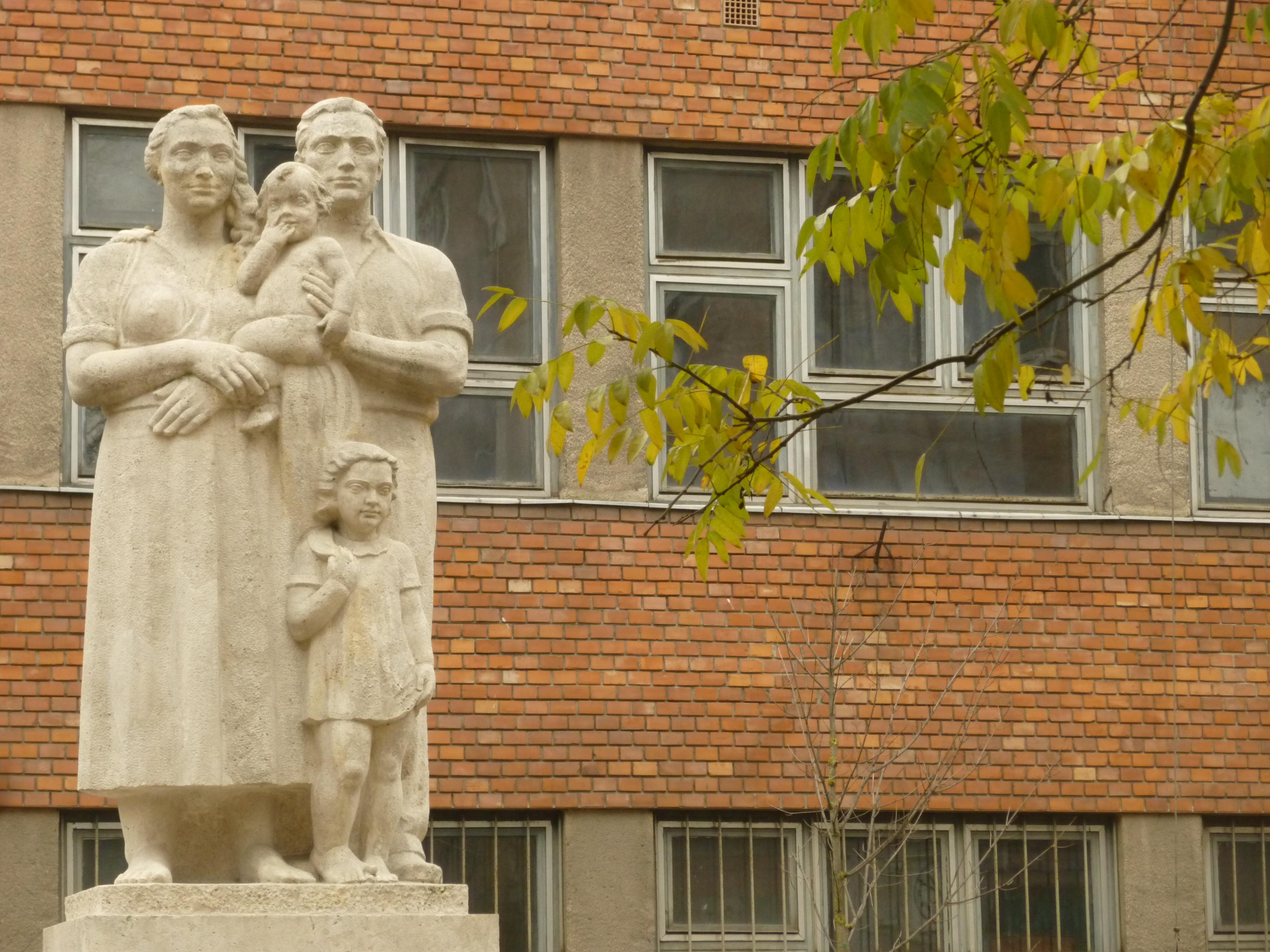
A Család c. szobor (2014)
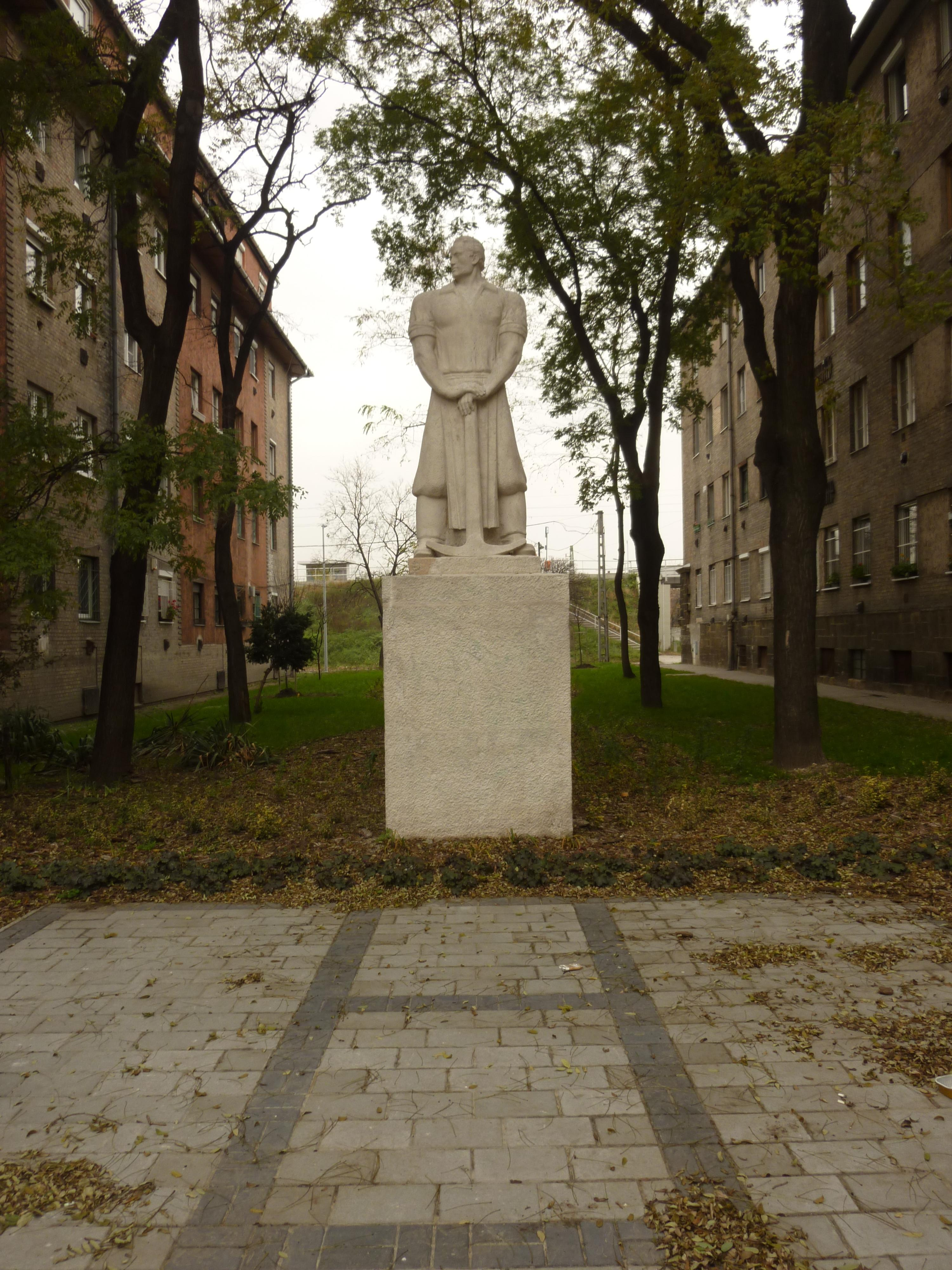
Munka c. szobor (2014)
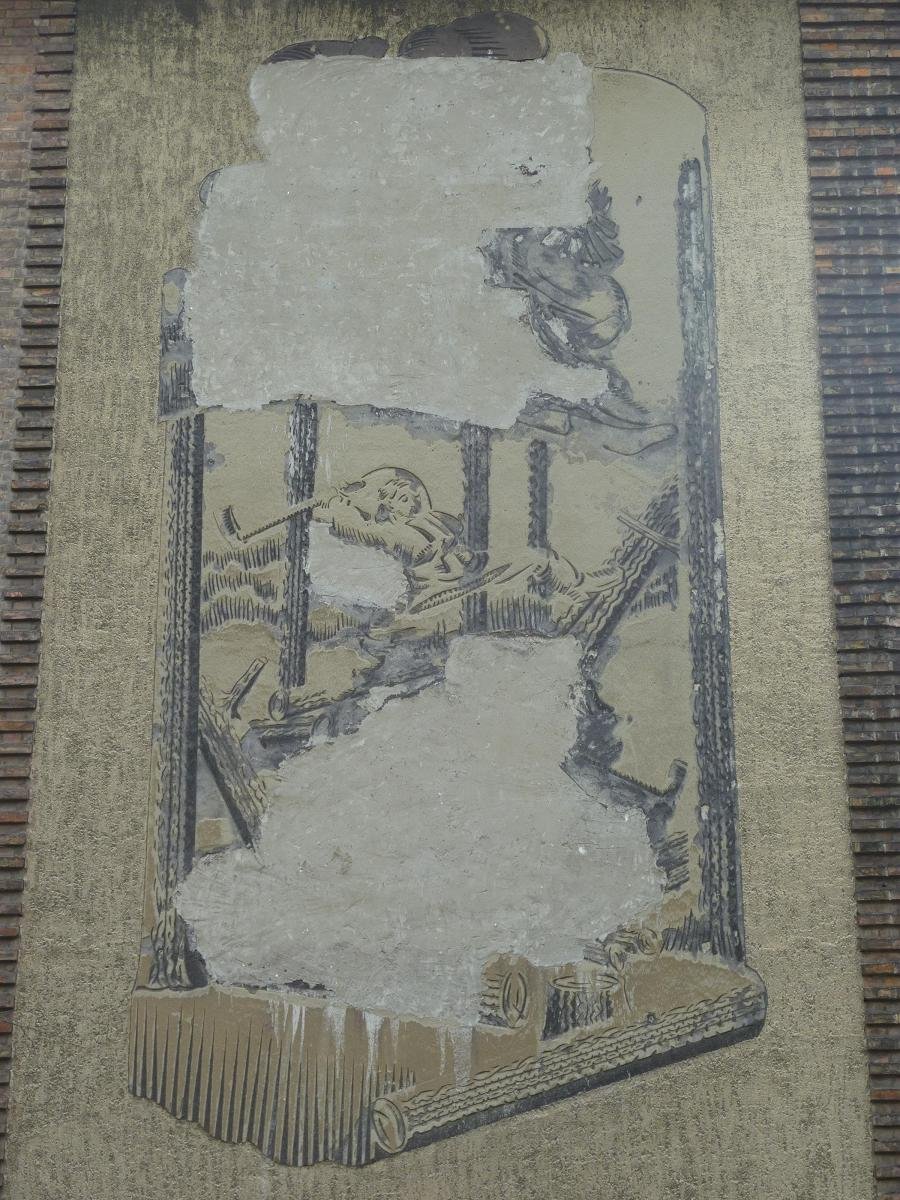
Tél (2014)
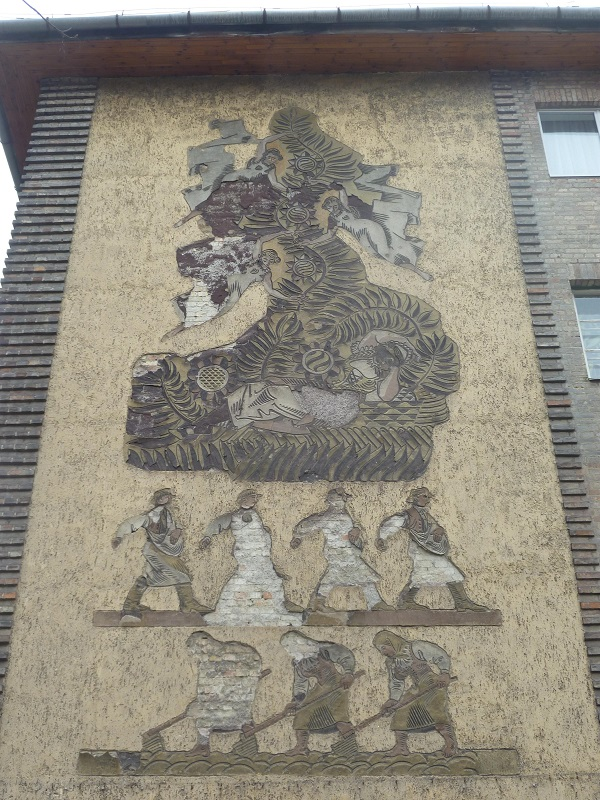
Tavasz (2014)
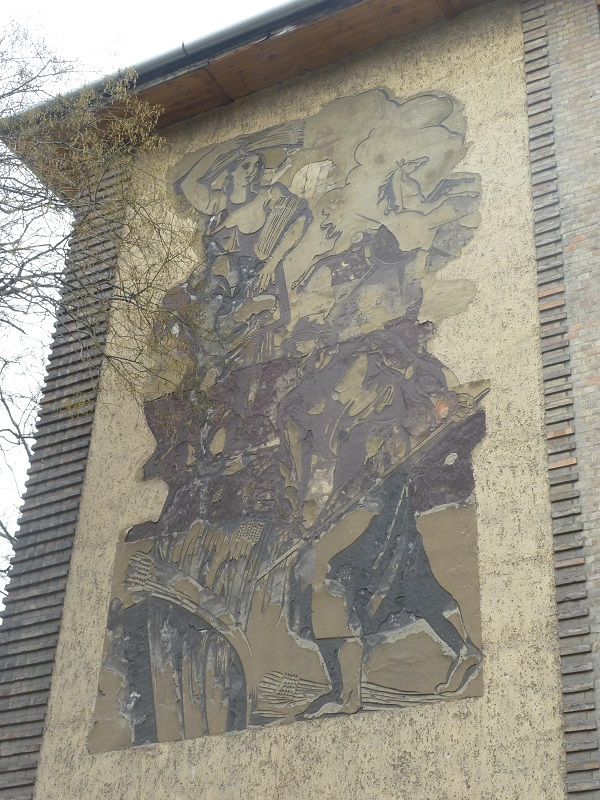
Nyár (2014)
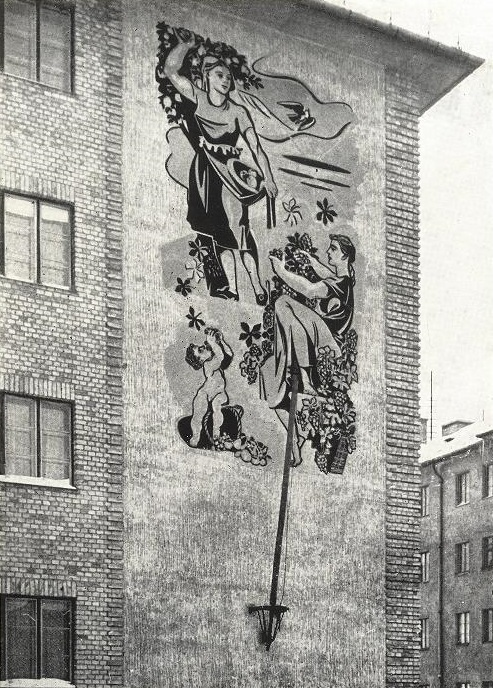
Ősz (1941)

A lakótelep egészét tekintve a Pongrác útra lett tájolva, a megmaradt kerítés és az 1. és 11. épületek kiképzése egy összefüggő Pongrác úti látványfrontot képez ma is, amit fokozott a két nagy méretű (kb. 2x1 m) kőből faragott fővárosi címer (griff és oroszlán támogatja két oldalról a címerpajzsot, aminek a tetejét a Szent Korona díszítette), a két épület Pongrác úti homlokzatán. Ez a két címerpajzs látszik a tervrajzokon, illetve a tetejükről a két szent korona erősen leromlott állapotban megmaradt egy pincében (Vince alkotásai), ezekből semmi nem maradt.
Egy, a Tér és Forma c. építészeti szakfolyóiratban közölt fotón látható, hogy az iskola földszinti aulájának falán, a tornaterem két bejárata közötti falon három freskó volt (Hende Vince alkotásai), ezekből semmi nem maradt fenn.
A korabeli leírások szerint az 1. és 11. épületek kocsi áthajtóinak falára Mosdóssy Imre freskó formájában a telep madártávlati képét festette rá, tájékoztató jelzésekkel is ellátva. Sajnos ebből sem maradt mára semmi.
A lakótelep felépítése után csak 70 évvel avattak új helyi műalkotást, Bíró Gáspár plasztikáját a Pongráctelep 1956-os áldozatainak emléktáblájával a közfürdői épület falán.

### Házszámozás, közlekedés[10]
A Tomcsányi utcát 1953-ban nevezték át Salgótarjáni utcává, majd a lakótelepet nyugatról és délről határoló névtelen utcák 1965-ben kapták a Gyöngyike és Csilla utca nevet. A telep belső utcái máig névtelenek. A házszámozás eredetileg az egész lakótelepen Pongrác út 9. volt, ezen belül a belső utcahálózat által hosszában elválasztott, a Salgótarjáni utca és a Csilla utca menti házak 1-től 10-ig, illetve 11-től 20-ig viseltek épületszámot, a Pongrác úttól indulva (keletről nyugatra haladva). Ezt házszámozást vélhetően az 1960-as években változtatták meg, azóta a Salgótarjáni utcára és a Csilla utcára vannak számozva a házak, ráadásul ellentétes (nyugatról keletre) irányban, a Salgótarjáni utcában páratlan számokkal 47-től 63-ig, a Csilla utcában folyamatos számozással 2-től 10-ig. Kivételként az iskolaépület előtt lévő két belső lakóház, a régi 7. és 17. épületek megtartották a Pongrác út 9. házszámot, csakúgy mint a volt mozi épülete (ma Pongrác Irodaház), míg az 1970-ben épült Szolgáltatóház már Pongrác út 11. Az iskola épülete eredetileg Tomcsányi út 5. volt, ma Salgótarjáni utca 53/b. Az átláthatóságot nehezíti, hogy a lakótelep szintén egységes lakásszámozása viszont változatlan maradt: a régi 1. épületben (ma Salgótarjáni utca 63.) kezdődve a régi 20. épületig (ma Csilla utca 2.) 1-től 818-ig vannak számozva a lakások, a háborús tetőtéri beépítések betűjelzést kaptak. A legtöbb lakóház falán a lépcsőházi kapuknál még ma is láthatóak a lépcsőházi kezdő-záró lakásszámok (pl. „739-754”).
A Salgótarjáni utcát sokszor útként írják térképeken és máshol, míg a Pongrác út nevét Pongrácz útként is, kezdettől fogva. Utóbbi utcanév eredete bizonytalan, de valószínű, hogy az út névadója Pongrácz László (1824–1890) altábornagy volt, aki az 1848–49-es szabadságharcban honvédtisztként vett részt, a kiegyezés után beállt a monarchia hadseregébe, és ott altábornagy lett. A Pozsony vármegyében honos Pongrácz családnak a XVIII–XIX. században ezen a területen volt birtoka.
A lakótelep közösségi közlekedését kezdetben a mai 37-es villamos sínpárja biztosította a belváros, illetve Kőbánya központja felé, de a lakótelep építésekor még teljesen más viszonylatokkal: eredetileg a 28-as villamos járt a Salgótarjáni úton és a 37-es villamos a Kőbányai úton (a Blaha Lujza tér, ill. a Baross tér és az Újköztemető között), csak 1958 óta a jelenlegi elrendezésben. Ezenkívül a 36-os villamos 1945-ig járt ki a Blaha Lujza tértől a mai 37-es vonalán a Pongrác útig, majd a Kőbánya-alsó pályaudvar fölött áthaladva az Őrháznál lekanyarodva a Korponai utcán haladt végig a Liget térig, és onnan tovább a Kápolna térig. A lóversenypályát és a mai Hungexpónak korábban helyet adó mezőgazdasági vásártelepet a 29-es és 29Y villamossal lehetett megközelíteni, ezek azonban csak időszakosan közlekedtek 1996-ig (ebben az évben a Budapesti Nemzetközi Vásár 100. évfordulójának emlékére 100-as és 100Y jelzéssel), már már a vágányait is felszedték az Albertirsai út mentén. A Pongrác úton 1957-ben indult el a 95-ös buszjárat, eleinte csak a Pongrácteleptől egész Kőbányán keresztül a XVIII. kerületig, de hamar meghosszabbították az útvonalát a Népstadionig (ma Puskás Ferenc Stadion). 2014 októberében a BKK 195-ös jelzéssel új buszjáratot indított, amely a Puskás Ferenc Stadiontól az Újköztemetőig a 95-ös járattal közös vonalon halad, onnan tovább pedig a Kozma utcán és Jászberényi úton megy XVII. kerület városközpontig, elsődlegesen Rákosmente lakosainak átszállásmentes megközelítést nyújtva a Bajcsy-Zsilinszky kórházig. 2014-ben tehát a Pongrác úton a 95-ös és 195-ös buszok, a Salgótarjáni utcában pedig a 37-es és 37A villamosok (utóbbi rövidebb útvonalon, a Blaha Lujza tér és a Sörgyár között közlekedik) biztosít tömegközlekedési kapcsolatot Pongráctelepnek Kőbánya többi része és a belváros felé. Az éjszakai buszjáratok közül a Salgótarjáni utcában és a Pongrác úton közlekedő 909-es busz a Deák Ferenc tér és Kőbánya-Kispest felől biztosít kényelmes hazatérést a pongráctelepieknek. A BKV járatain kívül közeli vasúti kapcsolat a Pongrác út végén a Mázsa tér–Liget térnél lévő Kőbánya alsó vasútállomás.
A jövőt illetően már az 1960-as évek óta készültek tervek a Salgótarjáni utca mindkét irányban való meghosszabbítására, a keresztező vasútvonalak áthidalásával, a belváros (Fiumei út, Teleki tér) illetve a Jászberényi út felé, sőt a jelenlegi részletes városrendezési tervek szerint valamikor az M4-es autópályát vezetnék be a Salgótarjáni utcában a Hungária körútig. Ezenkívül a Pongrác utat is kétszer két sávosra szélesítenék, de ezeknek a terveknek a telek kisajátítások és építési költségek miatt belátható ideig nincs realitásuk.

### Élet a Pongráctelepen: 1940–1989
A fővárosi beruházásban épülő és fővárosi tulajdonú bérlakásokba a tervezett havi 35–40 pengős bérleti díjat megfizetni képes és sokgyermekes családokat kívántak beköltöztetni. Gyári munkásoktól kezdve kisiparosokon át kistisztviselőkig sokan tudták megkeresni a kedvező bérleti díjra valót, ezért kiutalásos rendszerben választották ki a fővárosnál az első lakókat. Mivel a korabeli Budapesten sokfelé voltak szükséglakástelepek, egy részüket elkezdték felszámolni és onnan átköltöztetni lakókat a Pongrác úti telepre.

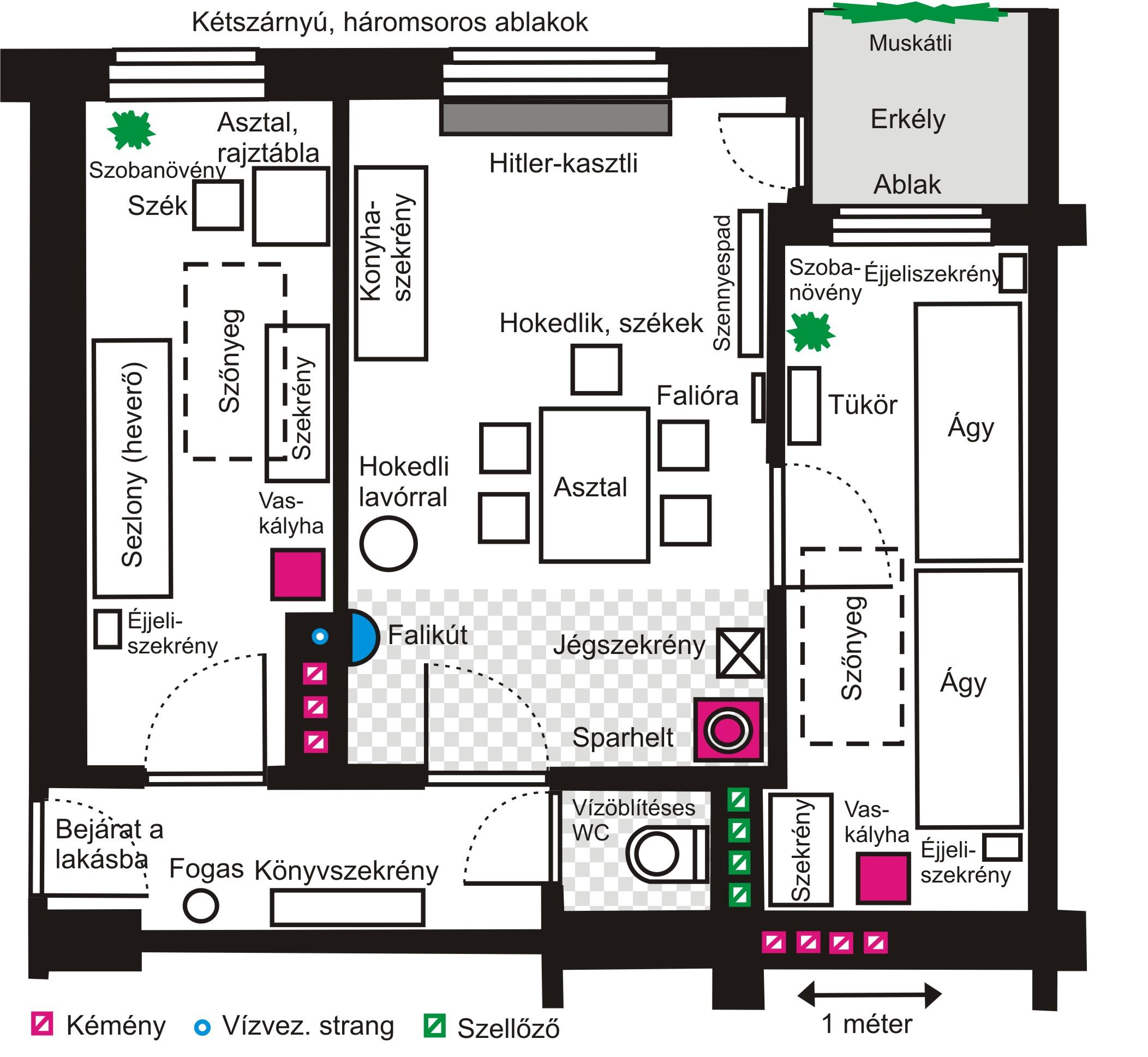
Lakásalaprajz az 1940-es évekből

A személyes visszaemlékezések alapján a valóban sok (akár 8–10!) gyermekes családok ágyai épp csak elfértek a 37 m²-es lakások szűkre szabott hálófülkéiben, gyakori lehetett, hogy egy-egy ágyban akár két-két testvér aludt. Ruhásszekrényből általában egy-egy volt hálóhelyiségenként, valamint éjjeliszekrények, pár polc, néhány családi fotó és szentkép a falon. A konyhában egy nagy mindenes szekrény, egy ún. szennyespad, és az étkezőasztal székekkel, hokedlikkel alkották a berendezés javát. A konyha ablaka alatt volt a falba építve az úgynevezett Hitler-kamra vagy Hitler-kasztli, ez a 37 m²-es lakásokból hiányzó spájzot helyettesítette. Ez egy betonszekrény volt, közvetlen utcai szellőzéssel, amit a háború után szinte mindenhol elbontottak. Folyóvíz a konyhai falikútból jött, s a WC-t is ellátta. A fűtést hálóhelyiségenként egy-egy vaskályha, illetve a konyhai sparherd biztosította, a tüzelőnek való szenet, fát a pincében lehetett tárolni a lakásokhoz tartozó rekeszekben. Ruhamosások közül a „kismosást” a konyhában végezték a háziasszonyok, utána szárítás fregolin, míg a nagymosáshoz a pincében volt berendezve közös mosókonyha, utána pedig a padláson lehetett a mosott ruhát szárítani. A tisztálkodás napi szinten a lavórban való mosakodást jelentette a konyhában, valamint hetente legalább egyszer befizettek a közfürdőbe való zuhanyzásra vagy kádfürdőre.
A telepnek volt egy közös gondnoka, valamint házanként egy-egy házfelügyelője, illetve a telepet körbevevő kerítésen az utcai bejáratoknál kapuőr is, aki este 10 óra után lakcím igazolása, és díjfizetés mellett engedett bejutást a telepre. A szociális ellátást a bölcsőde, óvoda, napközi otthon, a fiú- és leány elemi iskola, a közfürdő és az orvosi rendelő, valamint a mozi biztosította. A mindennapi vásárlási, szolgáltatási igényeket a Pongrác út menti két épület földszintjén lévő 10 üzlethelyiségben posta, fodrászat, szatócsbolt, községi élelmiszerbolt, lóhúsbolt, trafik, tejcsarnok, kocsma, rendőrőrs is biztosította, ezenkívül az első beköltözők között sok kisiparos mester is akadt. A hitéletet a katolikusok a szomszédos Pongrác út 17. sz. lakótelepen lévő Feltámadott Krisztus-templomban, illetve a MÁV-telepi Kisboldogasszony-templomban, a reformátusok, evangélikusok és zsidók a Kőbánya-Óhegyen lévő templomokban és zsinagógában gyakorolhatták.
A második világháborúban előbb a házak tetőterében szükséglakásokat építettek máshonnan kibombázott fővárosi lakosoknak, majd Budapest bombázása és ostroma nagy károkat okozott Pongráctelepen is. Több ház súlyos bombatalálatot kapott, a régi 15. épület, a mai Csilla utca 6. sz. alatti ház olyan mértékben megsérült, hogy az újjáépítés során átépítették a lakások beosztását, összevonásokkal nagyobb, 2-3 szobás, több mint 50 m²-es, fürdőszobával is ellátott lakásokat kialakítva. Maga az újjáépítés több éves késéssel indult, még 1948-ban is halálos áldozatokat szedett egy háborús akna a romok között, magát a mozit pedig csak 1953-ban hozták használható állapotba.
A háború után az 1956-os forradalom sem kímélte a Pongráctelepet.  november 4-én Budapestre bevonuló szovjet csapatok hírét vették, hogy egy felfegyverzett csoport tartózkodik a mai Hungexpo térségében, amit legfeljebb 10–15 ember, pongráctelepi, 16–24 éves fiatalok alkottak, egy részük eltávozáson lévő sorkatona volt. A korabeli szemtanúk elmondása szerint a szovjet katonák egyszerűen legéppisztolyozták az ellenállást ki sem fejtő fiatalokat, összesen 9 fiatalember halálát okozva. Ezenkívül a Pongrác úton vonuló egyik szovjet harckocsi lépcsőházi belövésének áldozata lett egy fiatal lány is. Mindegyikük sírja az Újköztemető 18-as (és 35-ös) parcellájában van, emlékükre 2013. november 4-én avattak emléktáblát az egyik helybeli kortárs, Bíró Gáspár művészi plasztikájával a közfürdői épület ívelt sarkán.
A háború után fokozatosan kezdett változni a lakótelep társadalmi összetétele. A mai Kőbányai Garázs helyén volt Auguszta-telep barakkjait 1963-ra számolták fel teljesen, az ott lakók jó részét a Pongráctelepre költöztetve. Az 1940-es évek végén az óvodai épülettömbben nyílt meg az ország első koraszülöttotthona (az első inkubátorokkal), majd az 1960-as években több változás kezdődött. 1960-ban az általános iskola épületében kezdte meg működését az ország egyik legelső szakközépiskolája, a később a kőbányai Pataki Istvánról elnevezett Pataky István Híradástechnikai Szakközépiskola. Az általános iskolai oktatást felmenő rendszerben fokozatosan szüntették meg, az utolsó pongrácos osztályok az 1970-es évek elején már a közeli MÁV-telepi iskolába jártak. A kiskereskedelmi ellátás színvonalának emelésére a 60-as években építették a Salgótarjáni utca 49. és 51. házak között a Gomba néven ismert kisközértet, 1970-ben pedig a lakótelep délkeleti sarkában, a Pongrác út mellett a Szolgáltatóházat. A szakközépiskola mögötti területen a 70-es években építették ki teljesen az iskolaudvart, valamint egy különálló műhelyépületet. A közfürdő fokozatosan vesztette el eredeti funkcióját, ahogy lassan minden lakásban igyekeztek valamilyen fürdőszobai vagy legalább konyhában elhelyezett tisztálkodási lehetőséget kiépíteni a bérlők. A közfürdői épület felszabaduló részében idővel MSZMP-pártiroda működött, időnként helyi közösségi életnek is helyet adva. Az 1980-as években nyitották meg a Pongrác Idősek Klubját a koraszülöttotthon helyén, a Petőfi mozi pedig 1980-ban zárt be.
A szocialista korszak kiterjedt egyesületi sportolási lehetőségeket nyújtott a pongráctelepi fiataloknak. Kőbányán a Pongráctelephez közeli MTK és Törekvés, valamint FTC-sportklubokon kívül az olyan nagyobb kőbányai gyárak sportegyesületei is vonzóak voltak, mint pl. az EVIG. De közvetlenül a Pongráctelepen és szomszédságában is akadtak kisebb sportolási lehetőségek: a régi 9. épületben (Salgótarjáni utca 49.) az 1940-es évektől az 1970-es évekig helyi sportegyesület működtetett egy tekepályát. A szomszédos gázgyári telken évtizedekig működött teniszpálya (a háborús pusztítások miatt az 1947-es Davis-kupa magyarországi fordulóját itt játszották, Asbóth Sándor válogatott győzelmével Svájc és Belgium ellen; állítólag a svájci játékosok morogtak is, hogy a gázszag miatt vesztettek); földes futballpálya (néha a BKV Előre játékosai edzettek itt a pongráctelepi fiatalok csapatával); és ugyanitt egy nagyobb kiterjedésű gödröt telenként vízzel megtöltve korcsolyázási lehetőséget teremtettek maguknak az élelmes pongráctelepiek.
Az 1960–80-as években bevezették a lakásokba a városi gázt és a jobbára fali kivezetésű konvektoros fűtést, valamint apránként minden lakásban beépítettek a bérlők fürdőkádat vagy zuhanyzót, és a mosógépek terjedésével a lépcsőházi pincékben lévő mosókonyhák eredeti funkciója is megszűnt, ahogyan a közfürdőé is.

### A Pongráctelep napjainkban: 1989–2014

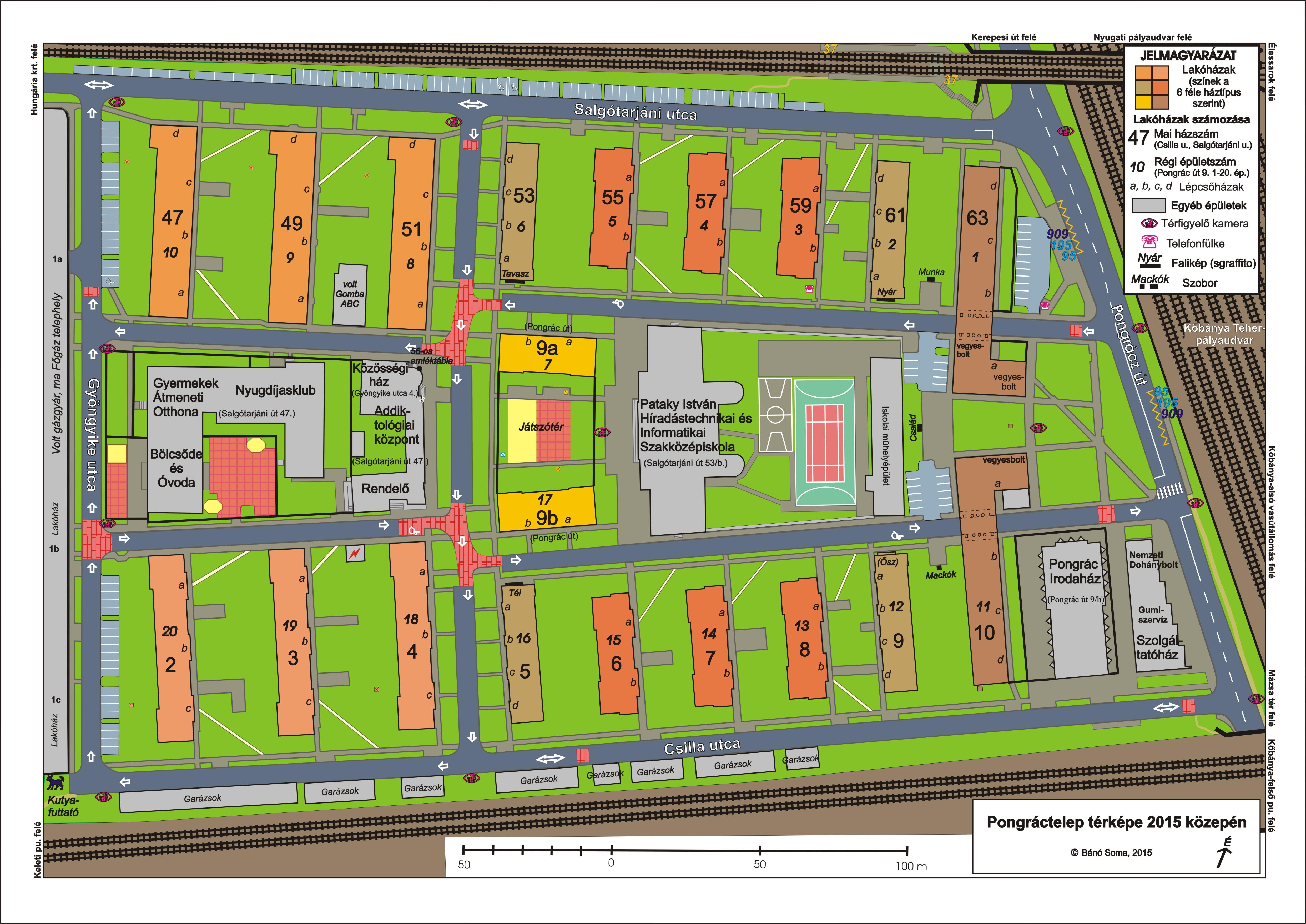
Pongráctelep térképe 2015 közepén

A rendszerváltás utáni legnagyobb változás a Pongráctelepen a tanácsi/önkormányzati lakások privatizációja volt az 1990-es években, 2014-re már csak mintegy 77 önkormányzati lakás maradt a 888 lakásos telepen, valamint az óvóhelyek maradtak önkormányzati tulajdonban, míg maguk a lakóházak társasházakká alakultak. Az úszótelkes házak közötti tágas zöldterületek közterületek maradtak, a lakótelepet hajdan körbevevő kerítés viszont csak a Pongrác út mentén maradt meg. A szolgáltató funkciók erősen visszaszorultak, 2014-ben már csak három élelmiszerbolt működött a két Pongrác úti lakóház 10 üzlethelyiségében, a Szolgáltatóháznak is csak egy kisebb részét használja ki egy gumis műhely és nemzeti dohánybolt. A mozi épületében jelenleg a Pongrác Irodaház működik (raktározási és kisipari funkcióval is), viszont a Gomba közért 2012 táján határozatlan időre bezárt. A közfürdő épületében néhány évig egyházi iskola működött, jelenleg az Emberbarát Alapítvány addiktólógiai részlege használja a nagy részét. Új, közösségi térként a közfürdő épületében létesített közösségi házat a Kis-Pongrác projekt 2012 októberében, fenntartója a Bárka Kőbányai Humánszolgáltató Központ. A BMSZC Pataky István Híradásipari és Informatikai Szakgimnázium a híradástechnika mellett informatikai szakképzéssel bővítette oktatási választékát, 2011-ben ünnepelve működése kezdetének 50. évfordulóját.

## Kis-Pongrác projekt: 2009–2015
A lakótelep fizikai és társadalmi állapotának lassú, de folyamatos romlását felismerve, és a lakótelep eredeti értékeinek megőrzésére-megmentésére lehetőséget látó kőbányai önkormányzat 2009-ben pályázott az európai uniós társfinanszírozású Közép-magyarországi régió operatív programjában (KMOP) a Pongráctelep városrehabilitációjára. Az összesen 1,176 milliárd forintos pályázatból 929,5 millió Ft (79%) az uniós támogatás, 190,5 millió Ft az önkormányzati és mintegy 56 millió Ft a lakossági önrész. Hosszas tervezés után a Kis-Pongrác projekt (a „Kis-Pongrác lakótelep” elnevezést a X. kerületi önkormányzat vezette be, maguk a helybeli lakosok sohasem nevezték így a lakótelepüket) munkálatai 2012-ben kezdődtek, és majdnem másfél éves csúszással, 2015. május végére fejeződtek be.
A projekt (pályázat) célja a Pongráctelep 20 társasházának, benne 74 szociális bérlakásának részleges felújítása, önkormányzati közintézményeinek (bölcsőde-óvoda) és közterületeinek megújítása, és a közösségi élet erősítése közösségi ház kialakításával, civil programok támogatásával.
A céloknak megfelelően előbb a bölcsőde-óvoda tetőzetét újították meg, megnyitották a Pongrác Közösségi Házat (a volt közfürdő épületében), majd parkolókat és forgalomcsillapító szigeteket építettek (a belső utcákat egyirányúsítva). Ezek után a húsz társasház (több körben) részpályázatokat hirdetett meg, a társasházi 15%-os önrész és aktuális állapotok függvényében eltérő tartalommal. A 20 házból csak kettő vállalt homlokzat felújítást is, a legtöbb házban tető- és gépészeti felújítások (közös használatú víz-csatorna, gáz- és villanyvezetékek) történtek. Végül a közterületi felújítások keretében a járdákat újjáépítették, a zöldterületeket kertészetileg megújították (új cserjéket, fákat ültetve), új sétányokat kialakítva, új padokat, asztalokat és szemeteseket kihelyezve, a játszóteret szabadtéri sporteszközökkel bővítve. A korábbi légkábeles közvilágítást új, földkábelről ellátott oszlopokra szerelték át, összesen 12 térfigyelőkamerát is telepítve.
Amit nem a Kis-Pongrác projekt végzett a Pongráctelepen, de vele párhuzamosan megvalósult, az a kerületi önkormányzat részéről a orvosi rendelő felújítása (2011), a Gyöngyike utca és a rövid belső keresztutca újraaszfaltozása (2013), valamint a Fővárosi Csatornázási Művek által a főcsatornák cseréje, és emiatt a két hosszanti belső utca újraaszfaltozása. A BKV 2012-ben újította fel a 37-es villamos vonalán az elhasználódott Pongrác úti hidat, valamint 2014-ben elindult a Pongráctelepet is érintő 195-ös buszjárat a Puskás Ferenc Stadion és Rákoskeresztúr, városközpont között.

## Ismert emberek, akik a Pongráctelepről indultak
A Pongráctelepre kezdetben munkás, kisiparos és kistisztviselő családokat költöztettek be, a második világháború után pedig a szomszédos Auguszta nyomortelepről átköltöztetett és máshonnan kilakoltatott nagypolgári családok színesítették a társadalmi összetételt. Összességében véve a háború után a pongráctelepi családok többsége szerény egzisztenciális viszonyok között élt, amiből a helybeli fiataloknak a tanulás mellett vagy helyett elsősorban a sportolás adott lehetőséget a felemelkedésre. Az 1940–1980-as évek pongráctelepi fiataljai egészen sok környékbeli sportegyesületben edzhettek, a szomszédos gázgyári telken volt focipályán és teniszpályákon kívül a közeli MTK, FTC, BKV Előre, Törekvés, Építők és kőbányai gyári sportegyesületek (pl. EVIG) létesítményeiben. Volt, aki több sportágban is kipróbálta, kipróbálhatta magát, mire megtalálta a számára legmegfelelőbbet.
Ismertebb sportolók a Pongráctelepről: Bácskai Anna 3x800 méteres váltófutó, Bathó Pál salakmotoros világbajnok, Bleha Anna futó, Dienes János 20 km-es és 50 km-es gyaloglóbajnok, Gergely Gábor asztalitenisz világbajnok (1979), Európa-bajnok, Héli László tőrvívó bajnok, Kajdi János ökölvívó olimpiai ezüstérmes, Európa-bajnok, Karsai László válogatott labdarúgó, Kazi Aranka 3x800 méteres váltófutó, Kiliti Gábor műkorcsolya bajnok, Kovács „Koko” István ökölvívó olimpiai bajnok (1996, Atlanta), Kökény Beatrix kézilabdázó olimpiai ezüst- és bronzérmes, Európa-bajnok, Pozsonyi Ágnes kajak világbajnok (1968), Sidó Ferenc asztalitenisz kilencszeres világbajnok, Temesvári Andrea teniszező, Török „Béka” Gyula ökölvívó olimpiai bajnok (1960, Róma).
Pongráctelepről indultak ismert művészek és tudósok is, mint Maróth Miklós klasszika-filológus, orientalista, az MTA alelnöke, a Pázmány Péter Katolikus Egyetem Bölcsészettudományi Kar dékánja, Moldova György író, akinek első novellája, a „Mandarin, a híres vagány” pongráctelepi emberekről szól, Pap Vera Jászai Mari-díjas magyar színművésznő, valamint több szórakoztatóipari előadó, mint pl. Hajmássy István (dob), Söptei Géza (szaxofon, Stúdió 11), Szabó István / Steve Taylor (pánsíp), illetve Cicciolina (Staller Ilona, fotómodell, pornószínésznő, politikai aktivista).

## Galéria

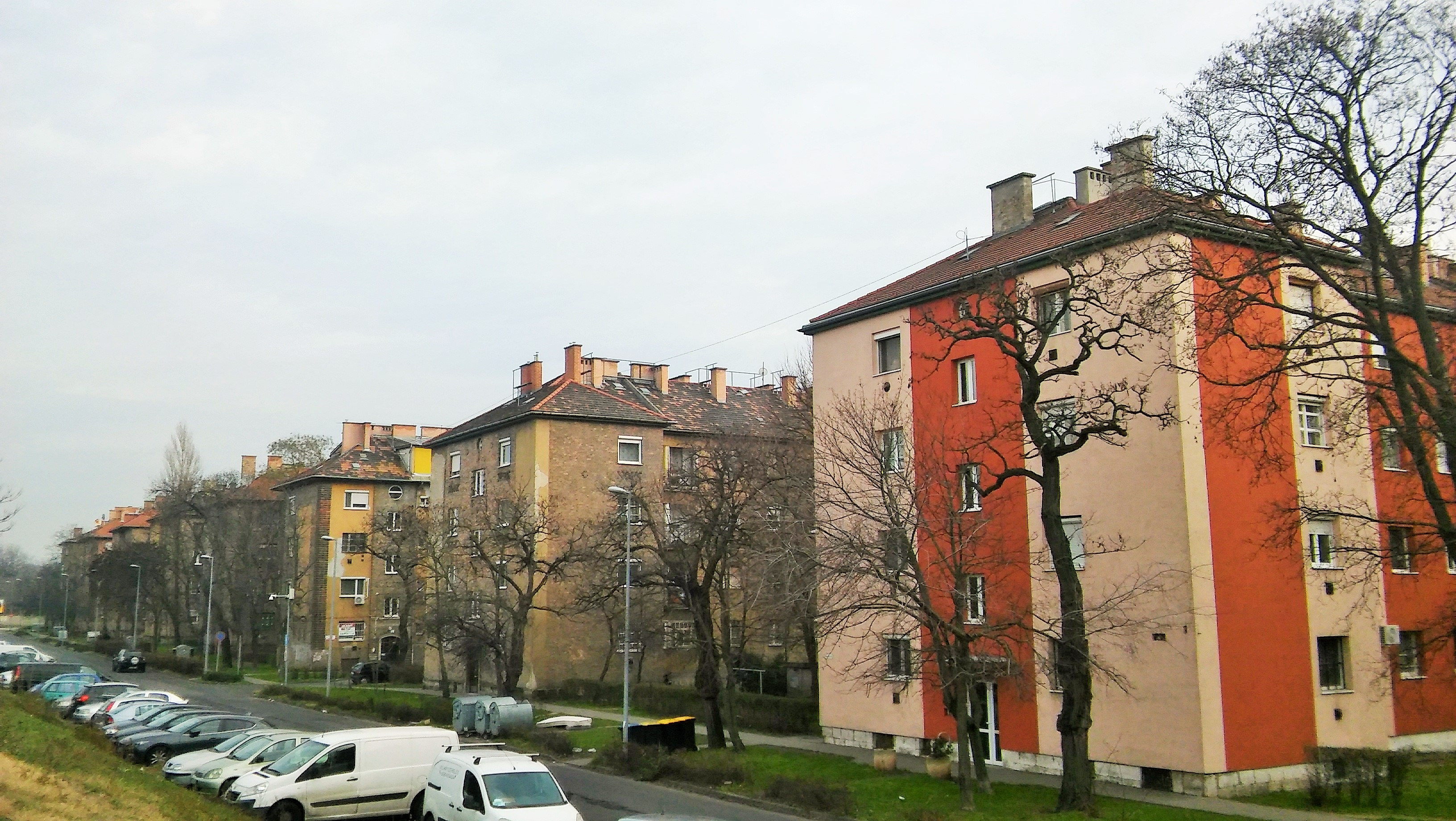
A telep a 37-es villamos megállójából nézve
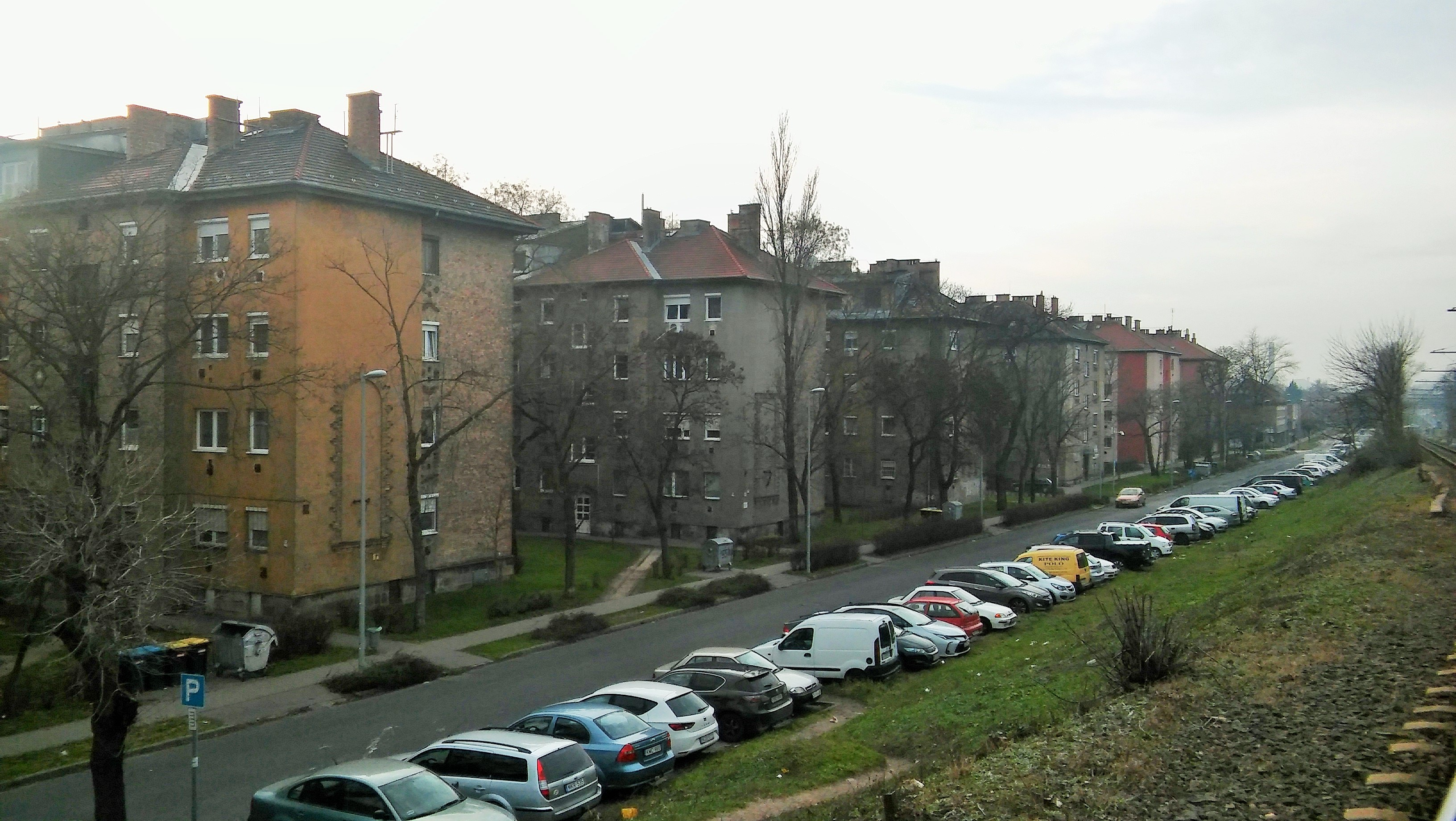
A telep a villamosmegállóból nézve
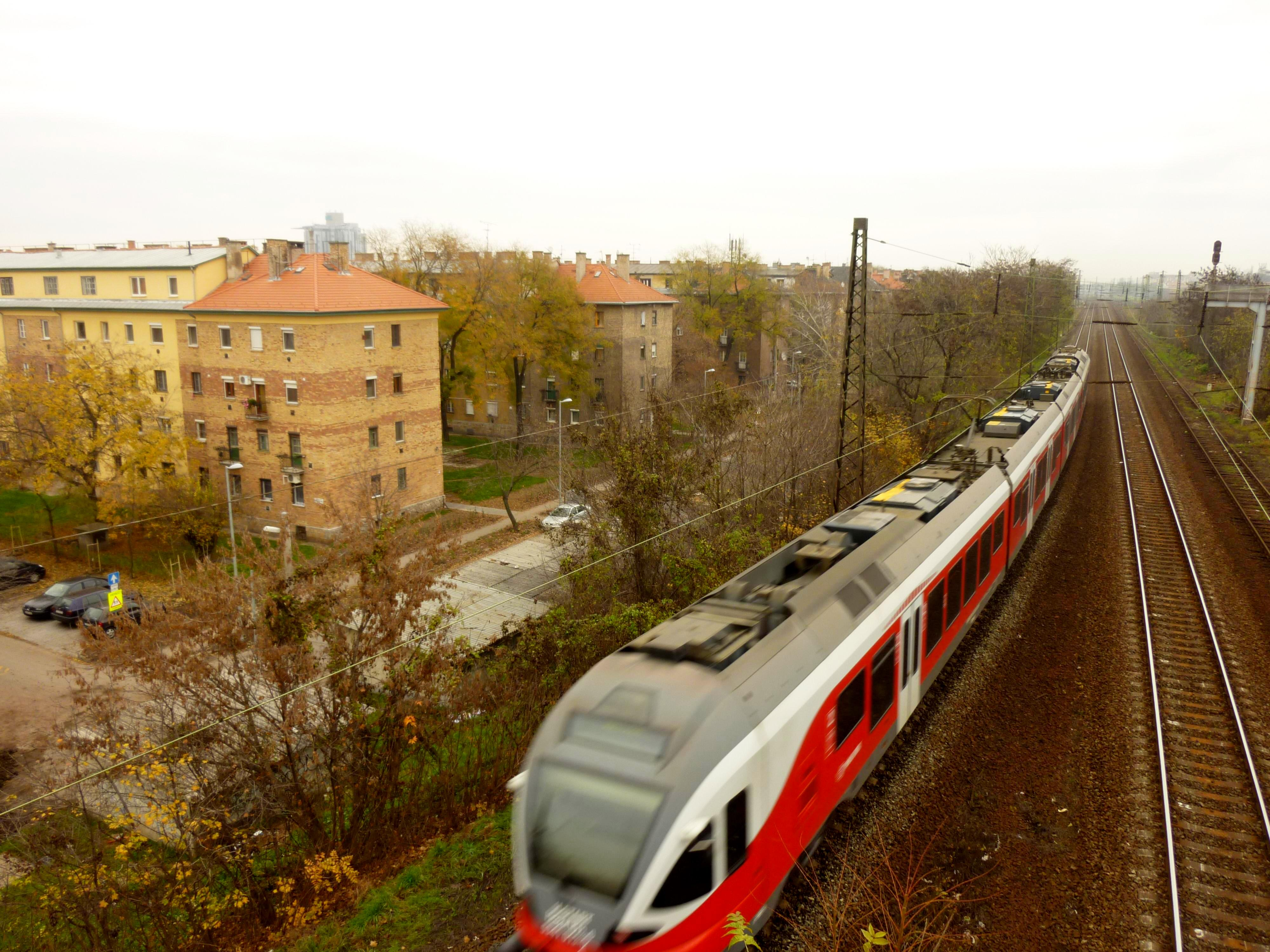
A Pongráctelep délnyugatról (2014)
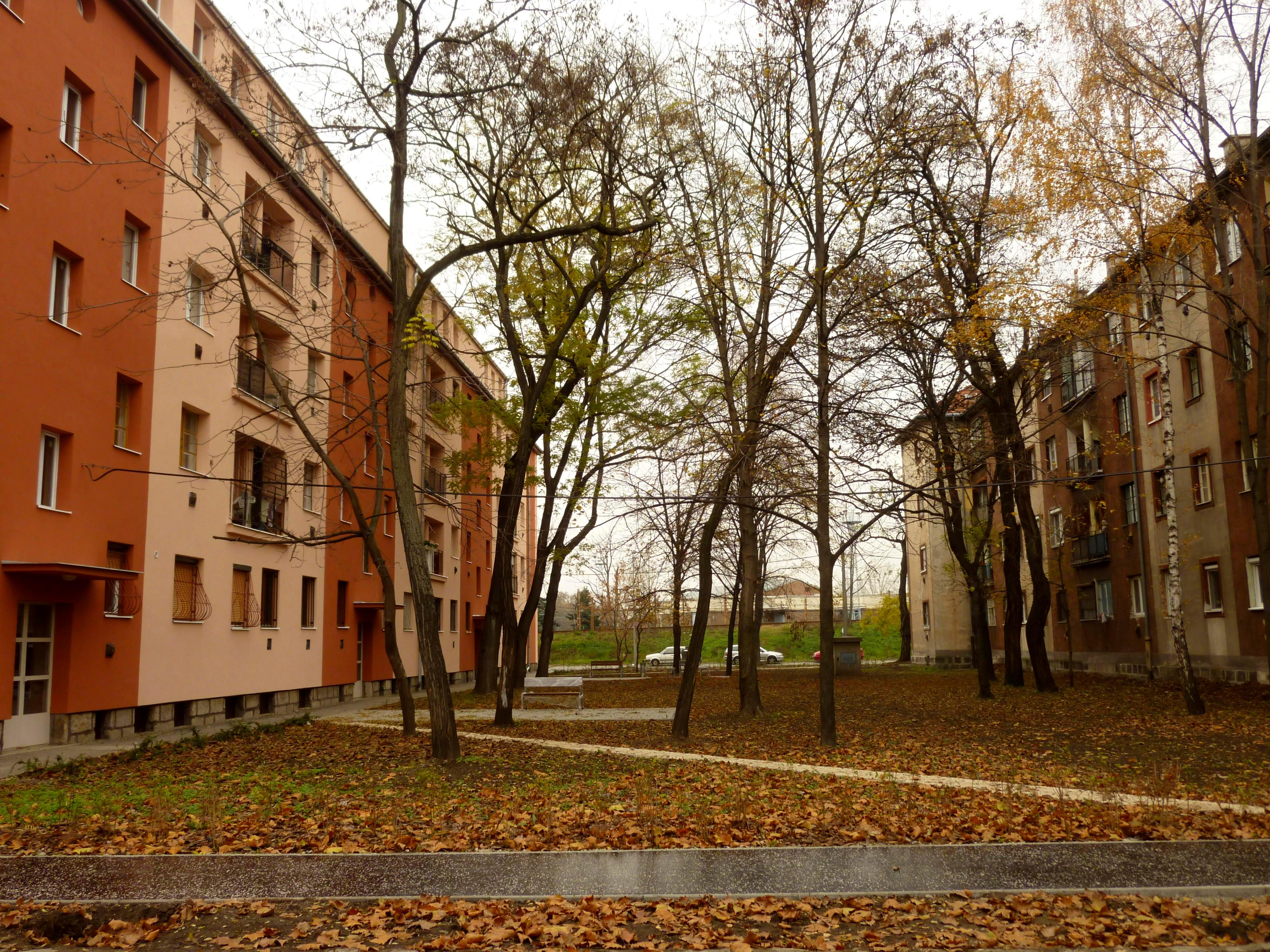
Pongráctelepi házak (2014)